# Jacopo Saltarelli
Jacopo d’Andrea Saltarelli (nacido en 1459) fue hijo de Andrea Saltarelli, miembro de una ilustre familia florentina y aprendiz de orfebre con su hermano cuando en 1476 fue acusado de sodomía en una denuncia anónima que también implicaba a Leonardo da Vinci. 
El 8 de abril de 1476, se dejó un mensaje anónimo en el tamburo o bucchi della verità de los Ufficiali di Notte u oficiales de noche, un tribunal de moralidad de Florencia encargado de reprimir la sodomía. La denuncia se presentaba contra Jacopo Saltarelli, quien podría haber servido como modelo ocasionalmente en el taller de Verrocchio. La denuncia decía:

Os notifico, Signori Officiali, de un hecho cierto, a saber, que Jacopo Saltarelli, hermano de Giovanni Saltarelli, vive con este último en la orfebrería de Vacchereccia enfrente del tamburo: viste de negro y tiene unos diecisiete años. Este Jacopo ha sido cómplice en muchos lances viles y consiente en complacer a aquellas personas que le pidan tal iniquidad. Y de este modo ha tenido muchos tratos, es decir, ha servido a varias docenas de personas acerca de las cuales sé muchas cosas y aquí nombraré a unos pocos:

Bartolomeo di Pasquino, orfebre, que vive en Vacchereccia; Leonardo di Ser Piero da Vinci, que vive con Verrocchio; Baccino el sastre, que vive por Or San Michele, en esa calle donde hay dos grandes tiendas de tundidores y que conduce a la loggia dei Cierchi; recientemente ha abierto una sastrería; Lionardo Tornabuoni, llamado il teri, viste de negro. Estos cometieron sodomía con el dicho Jacopo, y esto lo atestiguo ante vos.

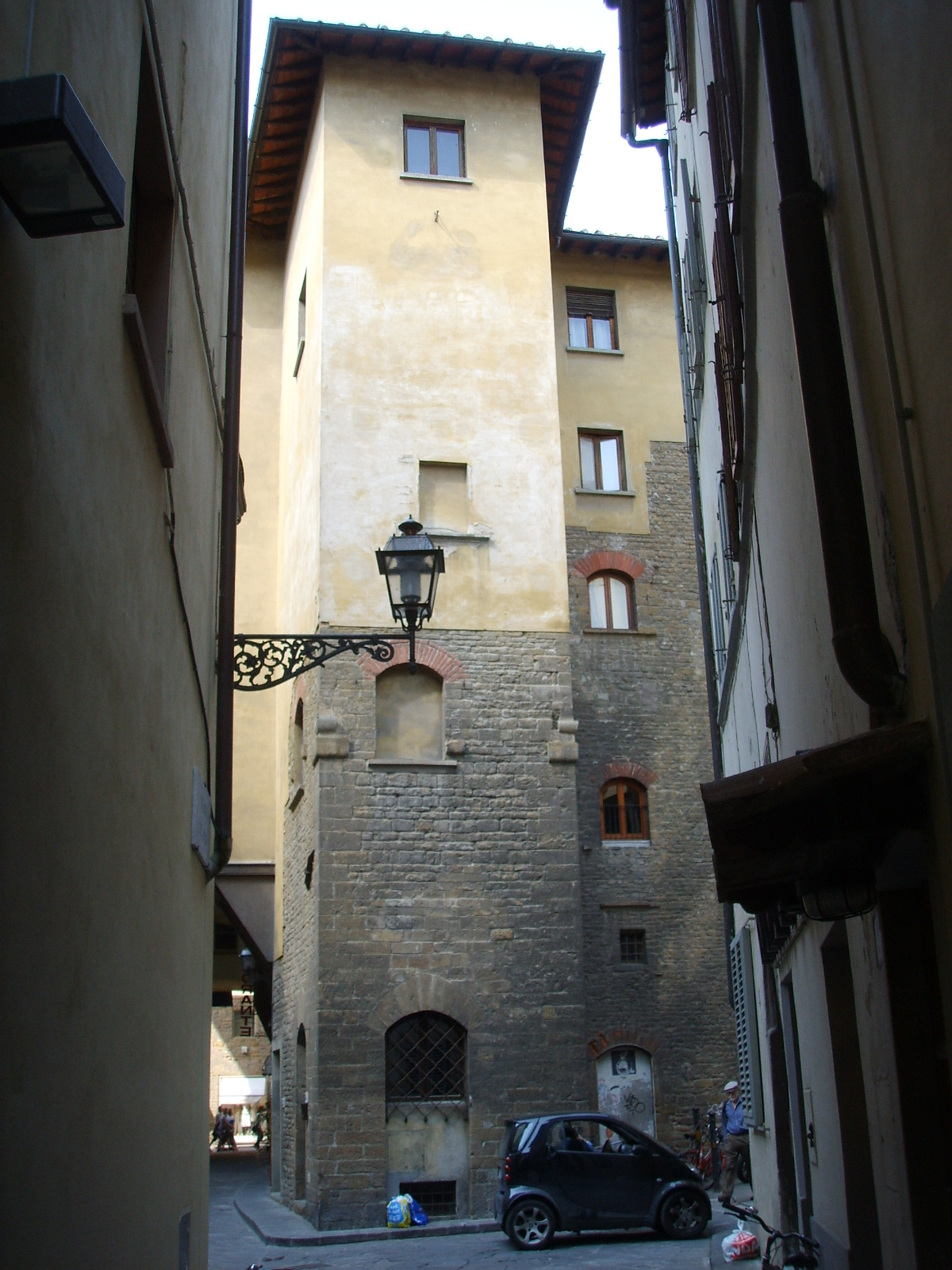
Torre dei Saltarelli, Florencia, residencia de la familia Saltarelli.

Después de dos meses y tras celebrarse una audiencia la denuncia fue desestimada cum condizione ut retamburentur, es decir, a condición de que no hubiese nuevas denuncias en el tamburo, y aunque el 7 de junio se repitió la denuncia la respuesta fue la misma, probablemente ante la ausencia de testigos.
Aunque modernamente se haya calificado a Saltarelli de "prostituto" la denuncia no aludía a compensaciones económicas o de otro tipo. Algunos de los implicados, por otro lado, eran personas de familias conocidas e influyentes, empezando por el propio Saltarelli, cuya familia poseía una casa-torre cerca de la Señoría aún subsistente y que estaba emparentado con Simone Saltarelli, procurador general de los dominicos y más tarde obispo de Pisa. Leonardo Tornabuoni era hijo de Piero, primo hermano de Lorenzo el Magnífico, y el propio Leonardo era hijo de un conocido notario de la Señoría, lo que podría explicar la ausencia de testigos dispuestos a ratificar la denuncia.